# Муто, Ёсинори
Ёсинори Муто (яп. 武藤 嘉紀 Муто Ёсинори, 15 июля 1992 года, Токио) — японский футболист, вингер клуба «Виссел Кобе» и сборной Японии.

## Карьера
В 2013—2015 годах выступал за клуб «Токио».
В мае 2015 года подписал четырёхлетний контракт с «Майнцем».

## Национальная сборная
В 2014 году сыграл за национальную сборную Японии 6 матчей, в которых забил 1 гол.
В декабре 2018 года был включён в заявку на Кубок Азии 2019. 17 января во третьем матче группового этапа против Узбекистана отличился голом (2:1).

## Статистика за сборную
| 2014  | 6  | 1 |
| 2015  | 12 | 1 |
| 2016  | 1  | 0 |
| 2017  | 2  | 0 |
| 2018  | 4  | 0 |
| Итого | 25 | 2 |

## Достижения
Индивидуальные
- Символическая сборная Джей-лиги: 2014